# 久修園院
久修園院（くしゅうおんいん）は、大阪府枚方市楠葉にある真言律宗の別格本山の寺院。行基四十九院の一つである。

## 歴史
霊亀2年（716年）に行基によって開創され、神亀2年（725年）に落慶した。後に聖武天皇の勅願所となっている。
七堂伽藍の他、多くの塔頭が立ち並んでいたが、慶長20年（1615年）の大坂夏の陣の際に敗れた豊臣方の兵が当院に逃げ込み、寺に火を掛けて自害した。これにより、堂舎の大半が焼失している。
延宝8年（1680年）、医学・宗教学・地理学・天文学・武芸・音楽・絵画・彫刻などに通じた多芸多才で知られる宗覚律師により再建される。
慶応4年（1868年）の鳥羽・伏見の戦いの際、旧幕府軍は当院を橋本本営として本陣を置き、隣接する楠葉台場と共に新政府軍を迎え撃っているが、被害は免れている。

## 境内
- 本堂 - 本尊の釈迦如来立像は左手に鉢、右手に錫杖を持つ変わった形式である。托鉢中の姿を現しているという。寺伝によると作者は長谷寺の本尊である十一面観音の化身と崇められた跡宮王丸であるという。
- 愛染堂 - 祀られている愛染明王坐像は宗覚律師の作で高さが6尺（約2メートル）もあり、愛染明王坐像としては日本最大級の大きさのものである。西国愛染十七霊場第12番札所。
- 庫裏
- 光明殿 - 会館。
- 土蔵
- 霊亀社
- 鐘楼
- 納骨堂
- 山門

## 文化財

### 枚方市指定有形文化財
- 地球儀 - 元禄15年（1702年）頃の作。作者は宗覚律師。張子製、手書（墨書）、直径20cm。
- 天球儀 - 元禄15年（1702年）頃の作。作者は宗覚律師。銅製、直径52cm。

## 前後の札所
西国愛染十七霊場
11 愛染院　-　12 久修園院　-　13 西大寺